# Герб Глинян
Герб Глинян — офіційний символ міста, затверджений 25 листопада 2003 року сесією Глинянської міської ради.
Автор — Андрій Гречило.

## Опис
У синьому полі зі срібного півмісяця, повернутого ріжками вгору, виростає золоте дерево, яке обабіч підтримують двоє золотих левів із червоними язиками, над ними — по золотій 8-променевій зірці.
Щит обрамований декоративним картушем і увінчаний срібною міською короною з трьома бланками.

## Зміст
Герб опрацьовано на основі міських печаток 18 століття.
Леви поширені в міській геральдиці Галичини і уособлюють силу, могутність та незалежність, дерево означає життя, півмісяць унизу ймовірно походить з герба Леліва (символу руського старости Яна Тарновського). Міська рада доповнила їх двома 8-променевими зірками, які є християнським символом, а також означають вічність і постійність.